# Полевщина
 Полевщина — деревня в Кировской области. Входит в состав муниципального образования «Город Киров»

## География
Расположена на расстоянии примерно 8 км по прямой на юг от железнодорожного вокзала станции Киров.

## История
Известна с 1709 года как деревня Скороходовская, в 1727 3 двора, в 1764 21 житель (вотчина Вятского архиерея ), в 1802 году 8 дворов. В 1873 году здесь (Скороходовская или Полевшина, Скупята) дворов 11 и жителей 69, в 1905 (Скороходовская или Полевшина) 13 и 93, в 1926 (Полевщина или Скороходовская) 21 и 105, в 1950 18 и 72, в 1989 7 жителей. Настоящее название утвердилось с 1939 года. Административно подчиняется Ленинскому району города Киров.

## Население
Постоянное население составляло 9 человек (русские 100%) в 2002 году, 2 в 2010.